# 90-річчя Латвійської Республіки

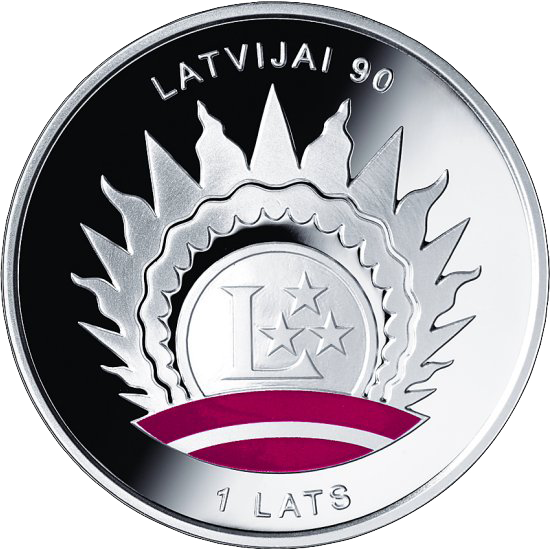
Пам’ятна монета, присвячена 90-річчю Латвії

90-ту річницю Латвійської Республіки відзначали в 2008 році.  Проголошена 18 листопада 1918 р. Латвійська республіка затвердила незалежність від Імперської Росії. Міжнародне визнання де-юре було отримано 26 січня 1921 р.
На додаток до різноманітних внутрішніх та міжнародних заходів, організованих з нагоди святкування річниці, до цієї події було випущено пам’ятну марку та монету. Різні уряди видавали прокламації, вітаючи Латвійську республіку; Резолюція США, підтримана Бараком Обамою, закликала президента США закликати Росію визнати незаконність радянської окупації. 90-та річниця спонукала до публікації в 2010 році академічної ретроспективи національної держави Латвія в період окупації країн Балтії.

## Внутрішні події
Урочистості, які тривали в листопаді, транслювали в прямому ефірі та переглянули в цілому 1,34 мільйона жителів Латвії, завершившись переглядом виступу президента Валдіса Затлерса біля пам'ятника Свободи 18 листопада  де відбувся військовий парад. також проводиться в той день.  

## Міжнародні події
У Росії було проведено ряд культурних заходів. 8 листопада в Москві відбувся концерт хору Московського товариства латвійської культури. 11 листопада в День пам'яті борців за свободу Латвії відбулася російська прем'єра латвійського художнього фільму " Захисники Риги " в Московському центрі кінематографії. Виступили відомий камерний оркестр " Kremerata Baltica ", піаніст Вестардс Сімкус, віолончелістка Марта Судраба та меццо-сопрано Байба Берке. 
У місті Вітебськ в Білорусі відбулася концертна програма, де демонстрували сучасну та традиційну латвійську музику. 
На додаток до подарунка історичних документів з архівів Інституту Гувера, пов’язаних із відносинами Латвії та США,  США надали Латвії участь у Програмі безвізу. 

## Резолюція США щодо 90-ї річниці Латвійської Республіки
На знак визнання Сенат США резолюцією відзначив цю подію.   90-річчя Резолюції Латвійської Республіки (S.Con. Res. 87) було передано до Сенату США сенатором Гордоном Смітом (R- OR ) під час 110-го Конгресу США. Резолюція привітала народ Латвії з 90-ю річницею проголошення Латвією незалежності 18 листопада 1918 року; похвалив уряд Латвії за успіх у здійсненні політичних та економічних реформ, за встановлення політичної, релігійної та економічної свободи та за прихильність до прав людини та громадянина; і закликав президента США та держсекретаря закликати уряд Російської Федерації визнати, що радянська окупація Латвії, Естонії та Литви за пактом Молотова — Ріббентропа та протягом наступних 51 року була незаконною. Резолюція була внесена 9 червня 2008 року та прийнята одноголосно без змін 16 вересня 2008 року 

### Співавтори
Резолюція має 6 співавторів (в алфавітному порядку):
- Сен. Роберт Кейсі [D, PA]
- Сен. Річард Дурбін [D, IL]
- Сен. Герберт Коль [D, WI]
- Сен. Карл Левін [D, MI]
- Сен. Барак Обама [D, IL]
- Сен. Георгій Войнович [R, OH]

## Дивитися також
- Латвія 100
- 90-річчя Естонської Республіки